# Eucoptacra minima
Eucoptacra minima är en insektsart som beskrevs av Willy Adolf Theodor Ramme 1941. Eucoptacra minima ingår i släktet Eucoptacra och familjen gräshoppor. Inga underarter finns listade i Catalogue of Life.